# Interiores holandeses
Os interiores holandeses são uma série de três pinturas de Joan Miró executadas em 1928, cada uma inspirada em pinturas de interiores holandeses do Século de Ouro dos Países Baixos. Interior holandês I é uma reinterpretação do jogador do alaúde por Hendrik Martenszoon Sorgh, Interior holandês II é uma reinterpretação das Crianças ensinando um gato a dançar por Jan Steen, e Interior holandês III é uma reinterpretação da jovem mulher em seu toilette, também por Steen.

## Galeria

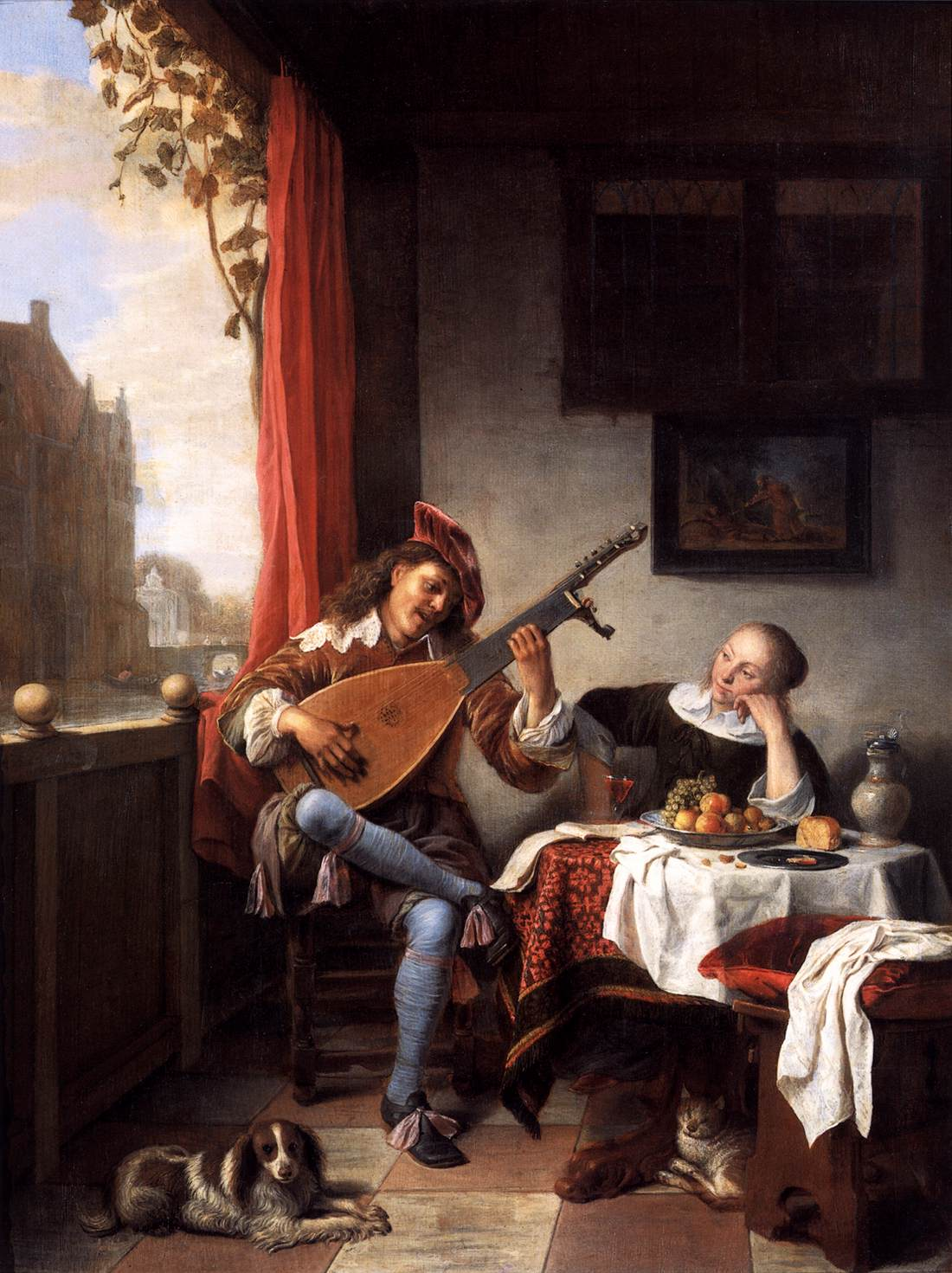
Martensz Sorgh, Ludanto de Liuto
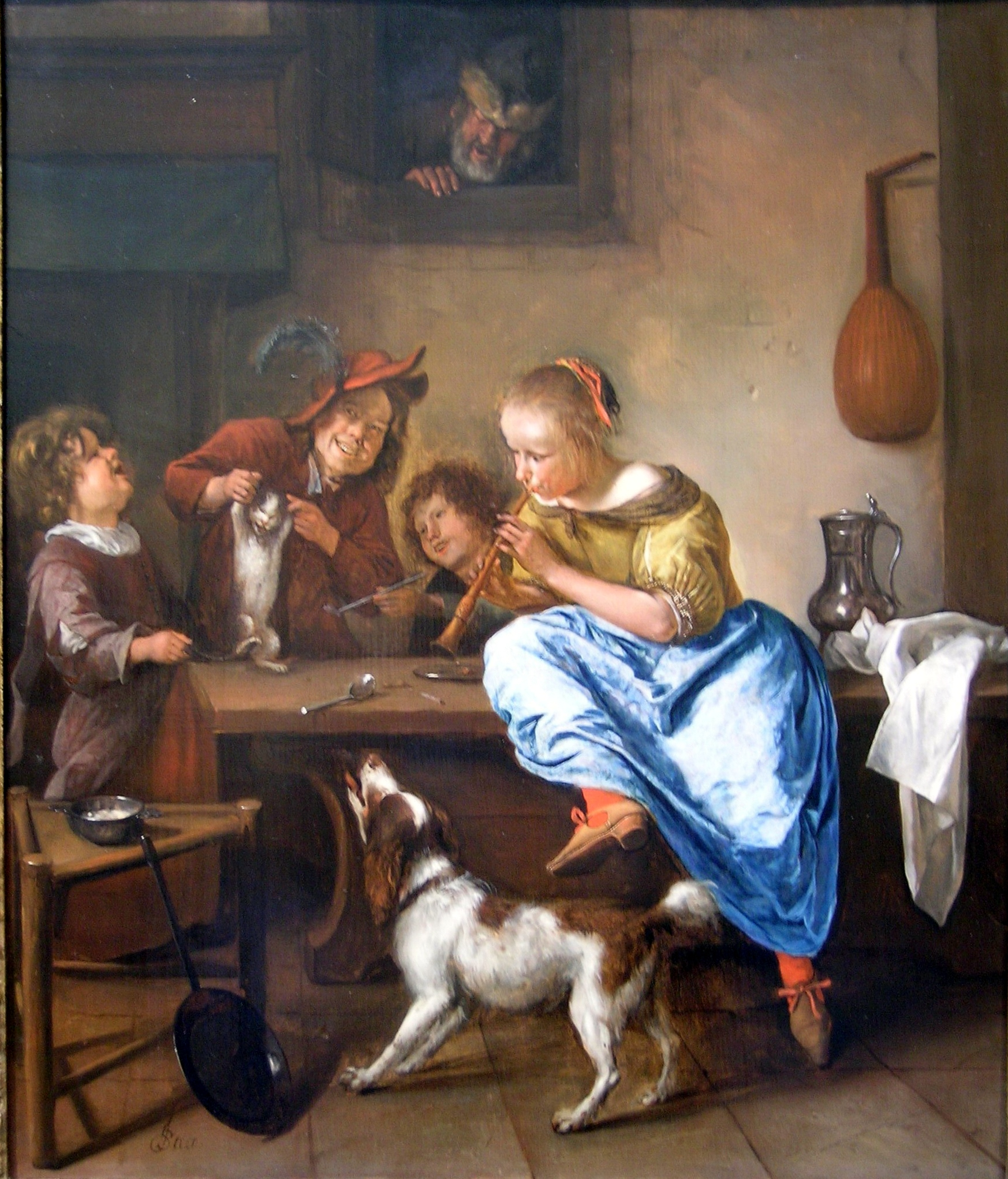
Jan Steen, Infanoj instruas dancadon al kato
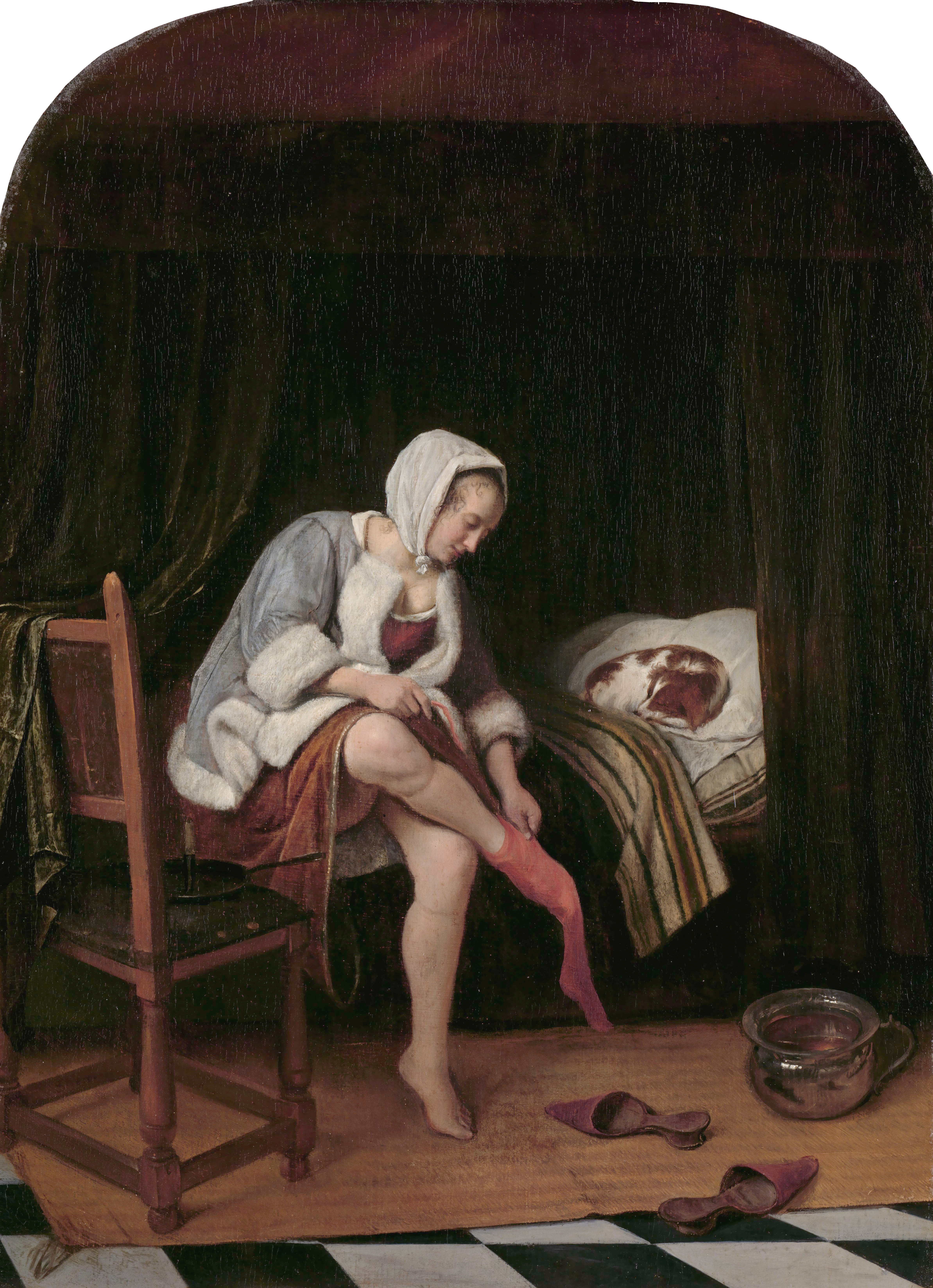
Jan Steen, Juna virino cxe sia tualeto